# São Simão (Setúbal)
São Simão ist eine ehemalige Gemeinde (Freguesia) im portugiesischen Kreis (Concelho) von Setúbal. Die Gemeinde hatte 7224 Einwohner (Stand 30. Juni 2011).
Im Zuge der administrativen Neuordnung in Portugal 2013 wurde die Gemeinde aufgelöst und mit der Gemeinde São Lourenço (Setúbal) zur neuen Gemeinde Azeitão (São Lourenço e São Simão) zusammengefasst. Sitz der Gemeinde wurde São Lourenço.